# 가명
가명(假名, 문화어: 가짜이름, 영어: pseudonym)은 본명 대신 특별한 목적으로 사용된 이름이다. 가명의 종류는 다음과 같다. 역사적으로 유명한 사람들은 여러 가지 이름으로 불리기도 하였으며, 어느 것이 본명인지 확인되지 않는 경우도 있다. 또는 연예인이나 배우같은 사람들이 사용하기도 한다.

## 특징
가명은 실제 이름이 아닌 가짜 이름을 말한다. 이러한 이름은 보통 범죄에 악용되는 경우가 있어서 부정적인 이미지를 나타내기도 한다. 그러나 부정적인 이미지만 있는 건 아니다. 예컨대 아이유(이지은), 마릴린 먼로(본명 노마 진 모르텐손), 지미 카터(본명 제임스 카터) 등과 같은 별칭이나 예명도 엄연한 가명이다.

## 이유
가명을 사용하는 데 여러 가지 이유가 있다. 다음은 그 중 일부이다.

### 범죄
범죄 중에는 신상 정보를 드러내는 범죄가 있기 때문에, 범죄자들은 이런 범죄를 저지를 때 실명이 드러나면 처벌을 받을 것을 우려하여, 가명을 사용한 뒤 범죄를 저지르기도 한다.

### 유흥 업소
카지노, 주점 등이 대표적인 유흥 업소들이다. 하지만 이런 데서 일하는 이들은 실명을 드러내는 것을 원치 않기 때문에 가명을 쓰기도 한다.

### 정치
가명을 쓰는 이유로는 정치적인 이유도 있다. 예컨대 공산당이나 반정부단체같은 불법 정치 단체에서 활동할 경우, 실명을 사용하면 처벌을 받을 것을 우려하여 가명을 쓰기도 한다(그 예로 스탈린도 가명). 또한 불법적인 의도가 없음에도, 독재국가에서 탄압받는 경우, 또는 독재정권을 규탄하는 시위에 참여하기 위해(아랍의 봄 등) 가명을 쓰기도 한다.

## 가명의 종류
- 통칭명(통명, pass name)
- 변성명
- 필명
- 아이디
- 예명
- 해외 이름
- 이슬람식 이름
- 득성
- 세례명
- 출가명
- 별명
- 애칭
- 자 (이름)
- 호 (이름)
- 사성
- 시호
- 위조명
- 호출명
- 공작명

## 같이 보기
- 또 다른 자아
- 익명
- 자 (이름)
- 암호명
- 기밀성
- 디지털 서명
- 존 도
- 별명
- 견본용 이름
- 위경
- 링 네임